# Azohouè-Cada
Azohouè-Cada est un arrondissement situé dans le département de l'Atlantique au Bénin. Il est placé sous  juridiction administrative de la commune de Tori-Bossito.

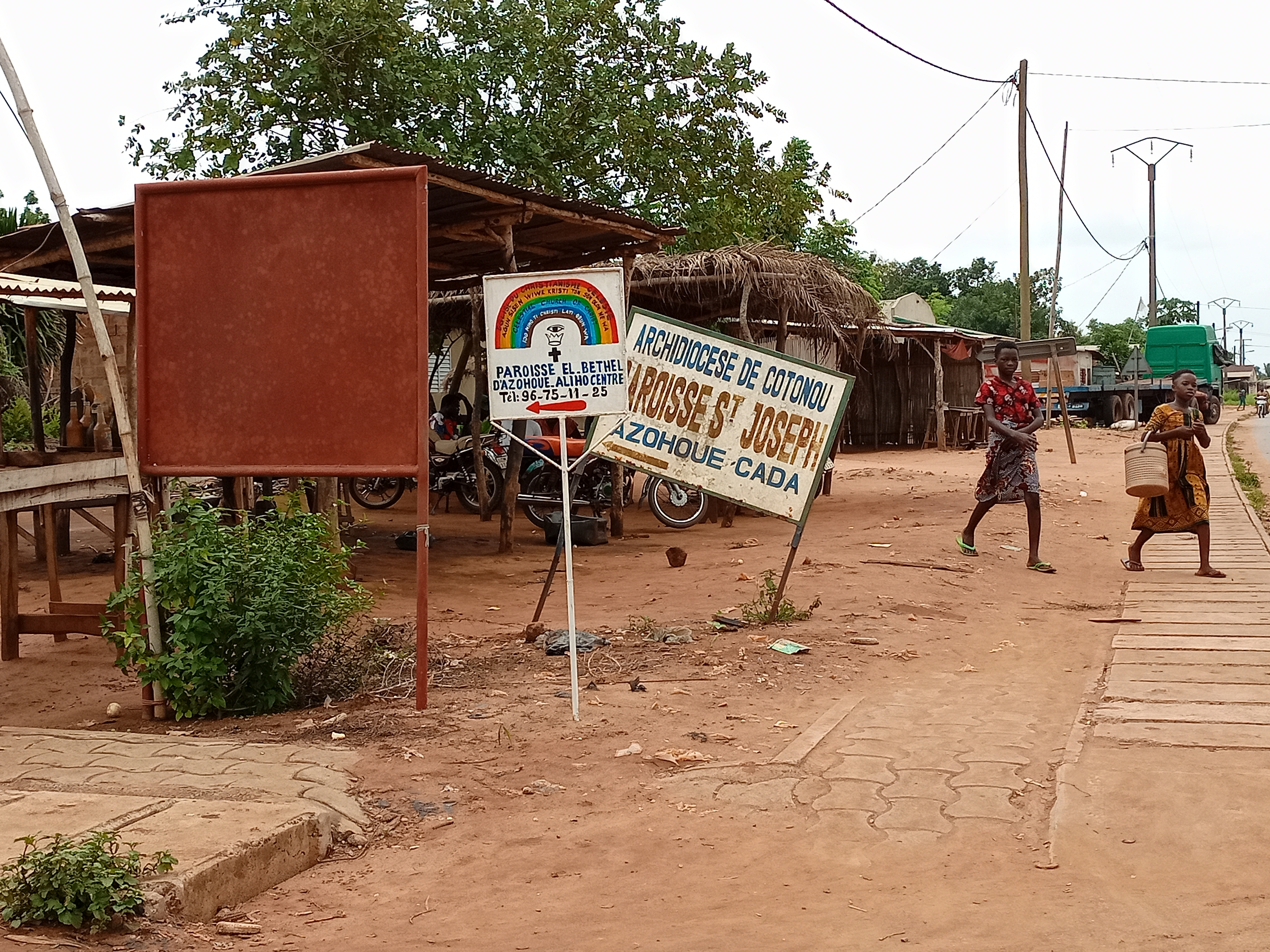
Plaque église st Joseph de Azohouè Cada

## Histoire
Azohouè-Cada devient officiellement un arrondissement le 27 mai 2013 après la délibération et adoption par l'assemblée nationale du Bénin en sa séance du 15 février 2013 de la loi n° 2013-O5 du 15/02/2013 portant création, organisation, attributions et fonctionnement des unités administratives locales en République du Bénin,,,,.

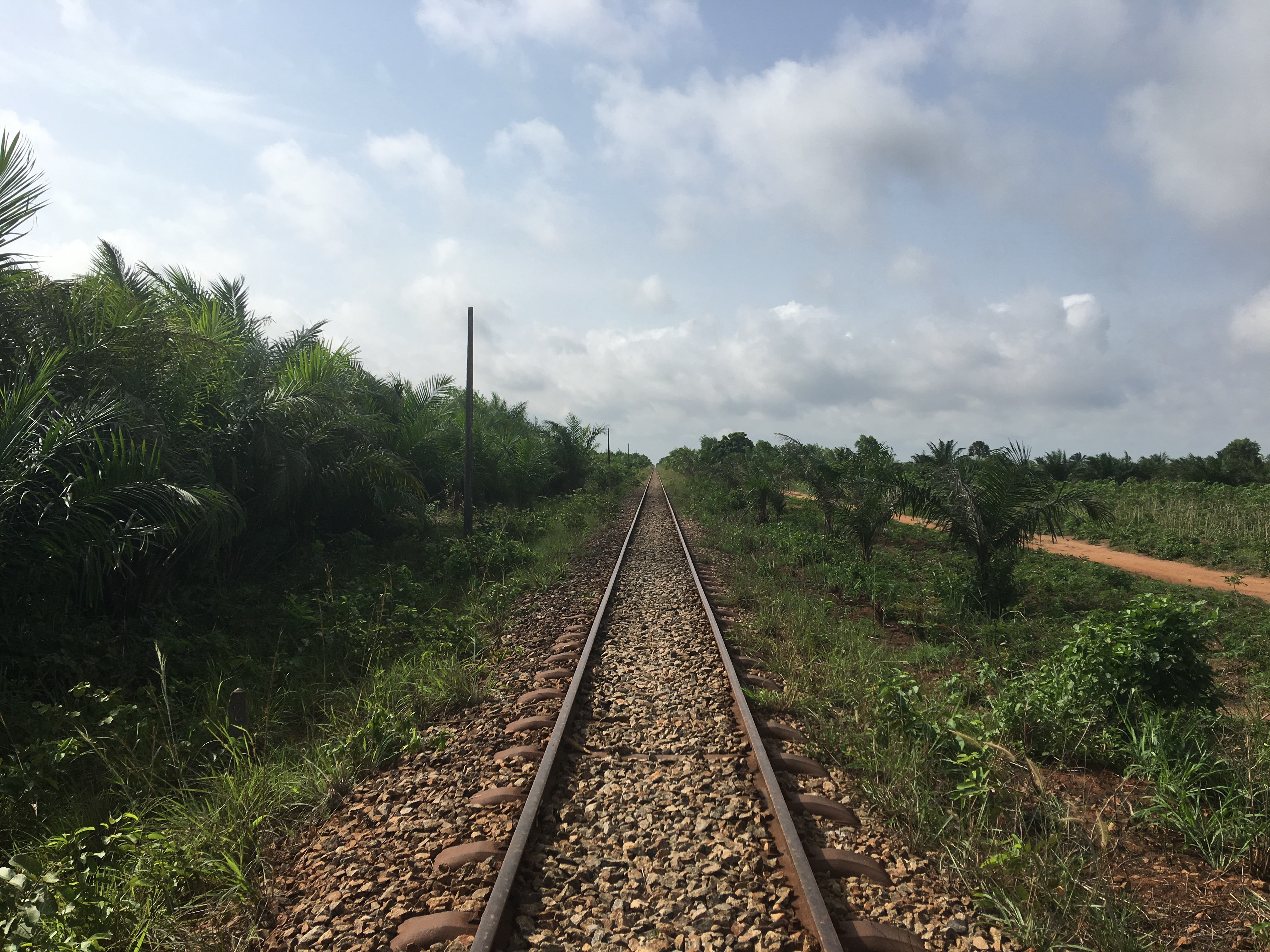
Chemin de fer à Tori-Bossito

## Administration
Azohouè-Cada  fait partie des six arrondissements que compte la commune de Tori-Bossito. Cet arrondissement compte neuf villages: Azohouè-Cada houngo, Azohouè-Cada nord, Azohouè-Cada sud, Azohouè-Cada centre, Azongo, Gbèdakounou, Kétessa Agladji,  Zoungbomè et Zounvessèhou,,,.

## Population
Selon le recensement général de la population et de l'habitation (RGPH4) de l'institut national de la statistique et de l'analyse économique (INSAE) au Bénin en 2013, la population d'Azohouè-Cada s'élève à 8543 habitants.
| Indicateur           | 2013 |
| -------------------- | ---- |
| Nombre de ménages    | 1593 |
| Population féminine  | 4324 |
| Population masculine | 4219 |
| Population totale    | 8543 |

## Galerie de photo

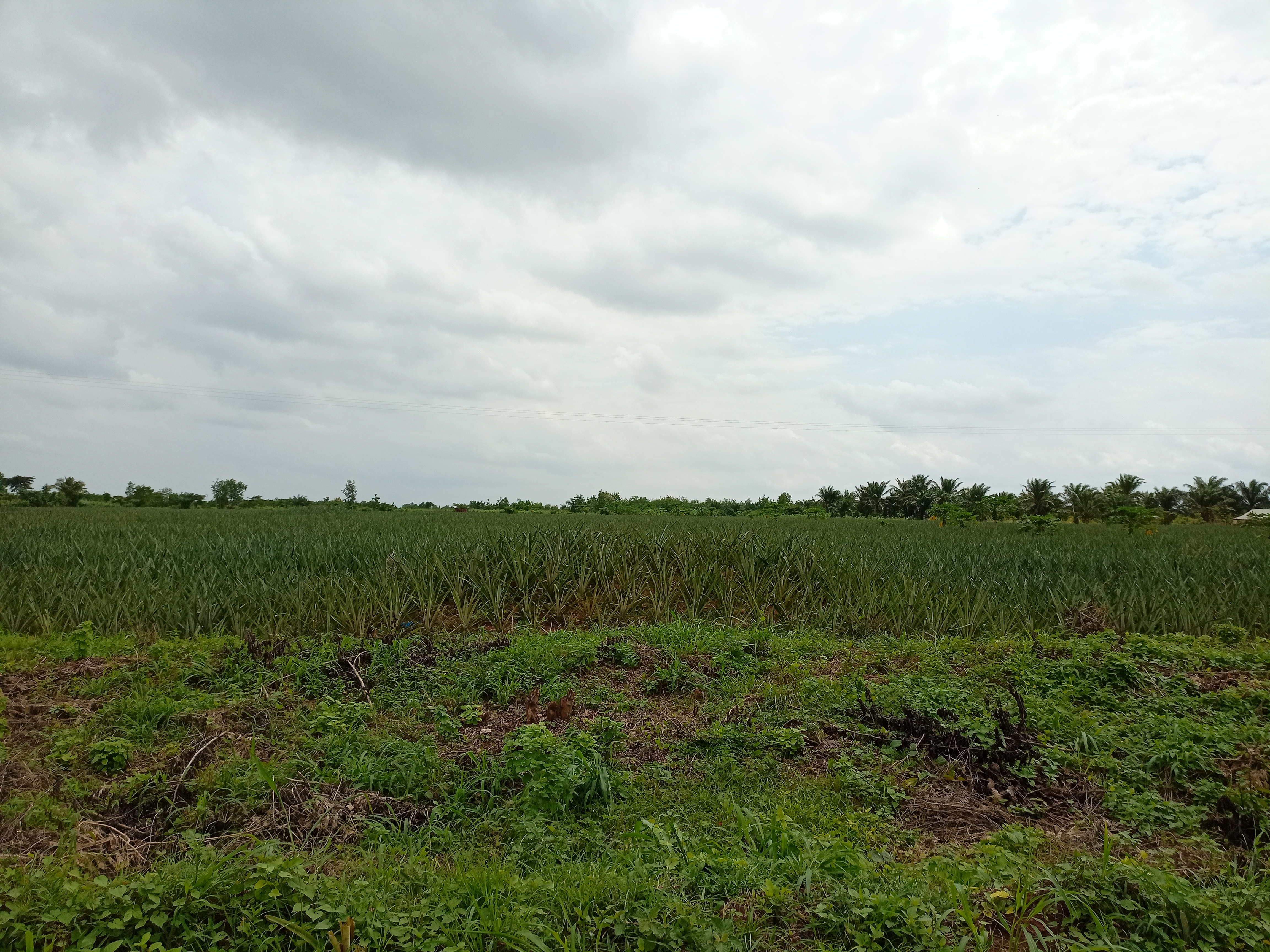
Culture de l'ananas dans l'arrondissement de Tori-Azohoue-Cada